# Svante Löfgren
Svante Harald Löfgren, född 20 januari 1918 i Göteborg, död 6 juli 2017, var en svensk journalist,  utrikeskorrespondent, författare och översättare. Löfgren växte upp i Göteborg och flyttade med familjen till Djursholm 1931. Både i Göteborg och Djursholm gjorde han journalistiska inhopp. 1936 bevakade han Berlinolympiaden.
Han arbetade för bland annat Idrottsbladet, Göteborgs-Tidningen, Nya Dagligt Allehanda, Dagens Nyheter och Svenska Dagbladet. Han var i ett 30-tal år utrikeskorrespondent för Expressen med stationering först i Paris 1949-1962. I hans rapportering 1953-54 om kriget i Indokina (Vietnam) ingick en uppmärksammad intervju per telegram med Ho Chi Minh. Efter Paris följde Berlin 1962-1966, Bonn 1966-1970, Los Angeles 1970-1973 och Genève 1973-1984. Han gjorde cirka 350 inslag för Sveriges Radio.
Förutom böcker kring korrespondentarbetet gav Löfgren ut en serie "inifrån"-guider till olika länder, t.ex. Provence och Rivieran inifrån, Tyskland inifrån, liksom böcker om vin. Hans memoarer Hemma för gott kom 2007. Han var sommarvärd i Sommar i P1 1973.